# More, More, More
More, More, More è una canzone di Andrea True Connection.
La canzone venne registrata nel 1975 in Giamaica, dove la True, nota pornostar, era stata chiamata per partecipare a una pubblicità televisiva. Un tentativo di colpo di Stato nel paese caraibico costrinse la cantante a rimanere per alcuni giorni nel paese, trovando così il tempo di incidere il brano scritto da Gregg Diamond.
Il brano ha avuto un grandissimo successo ed è stato in seguito ripreso da artisti come Samantha Fox, Bananarama, Rachel Stevens e Dannii Minogue. È stato inoltre utilizzato in diverse pubblicità televisive, come ad esempio per la serie televisiva americana Sex and the City. I Len, gruppo trip hop del Canada, ha usufruito di un campionamento del break strumentale della canzone per l'incisione del brano Steal My Sunshine (1999).

## Remix e Versioni
- "More, More, More" (Part 1) — 3:31
- "More, More, More" (Part 2) — 3:06
- "More, More, More" (Chemical Groove Mix) — 6:01
- "More, More, More" (Chemical Groove Mix Edit) — 3:23
- "More, More, More" (Make-Up Mix) — 3:58

## Cover delle Bananarama
Di "More, More, More" è stata fatta una cover dal gruppo femminile britannico Bananarama per il loro album "Please Yourself", è stata prodotta da Mike Stock e Pete Waterman.

## Remix
- "More, More, More" (Dave Ford Mix)
- "More, More, More" (I Can't Techno More Mix)

## Cover di Rachel Stevens
La cover della canzone più famosa è sicuramente quella della cantante pop britannica Rachel Stevens Inclusa nella riedizione del suo album di debutto solista Funky Dory, la canzone fu l'ultimo singolo estratto dall'album. In questa versione il titolo si scrive senza virgole. La versione della Stevens ha ottenuto un notevole successo.

### Tracklist e Formati

#### CD Rachel Stevens 1
1. "More More More" [Single Mix]
2. "Shoulda Thought Of That"

#### CD Rachel Stevens 2
1. "More More More" [Single Mix]
2. "Fools" [Princess Diaries 2 version]
3. "More More More" [The Sharp Boys Sky's The Limit Club Mix]
4. "More More More" [CD-ROM Video]

## Classifiche

### Versione di Andrea True Connection
| Chart (1976)             | Posizione |
| ------------------------ | --------- |
| U.S. Billboard Hot 100   | 4         |
| U.S. Hot Dance Club Play | 2         |
| U.S. Adult Contemporary  | 23        |
| Official Singles Chart   | 5         |

### Versione delle Bananarama
| Chart (1993)           | Posizione |
| ---------------------- | --------- |
| Official Singles Chart | 24        |

### Versione di Rachel Stevens
| Chart (2004)              | Posizione |
| ------------------------- | --------- |
| Eurochart Hot 100 Singles | 8         |
| Europe Official Top 100   | 34        |
| Ireland Singles Top 50    | 5         |
| Official Singles Chart    | 3         |
| World Singles Top 100     | 60        |
| World Airplay Top 100     | 50        |